# Guy Ritchie
Guy Stuart Ritchie (10 de septiembre de 1968; Hatfield)  es un director, productor y guionista de cine británico, conocido principalmente por sus comedias británicas de cine de gánsteres y películas de acción y aventuras a gran escala.
Ritchie abandonó la escuela a los 15 años y trabajó en empleos de nivel inicial en la industria cinematográfica antes de comenzar a dirigir comerciales de televisión. En 1995 dirigió un cortometraje, The Hard Case, seguido por la comedia criminal Lock, Stock and Two Smoking Barrels (1998), su debut como director de largometrajes. Obtuvo reconocimiento con su segunda película, Snatch: Cerdos y diamantes (2000), que fue un éxito crítico y comercial. Tras Snatch, Ritchie dirigió Barridos por la marea (2002), un fracaso de crítica y taquilla protagonizado por Madonna, con quien Ritchie estuvo casado entre 2000 y 2008. Posteriormente dirigió Revolver (2005) y RocknRolla (2008), que tuvieron menos éxito y recibieron críticas mixtas.
En 2009 y 2011 dirigió los éxitos de taquilla Sherlock Holmes y su secuela, Sherlock Holmes: A Game of Shadows, protagonizadas por Robert Downey Jr. como el personaje titular. La primera fue nominada a los Premios Óscar en las categorías de Mejor banda sonora original y Mejor dirección artística.
Otras películas dirigidas por Ritchie incluyen The Man from U.N.C.L.E. (2015), basada en la serie de televisión de los años 60, Rey Arturo: La leyenda de la espada (2017), y Aladdín (2019), la adaptación en acción real de Disney de su película animada de 1992 Aladdín, que recaudó más de mil millones de dólares en todo el mundo, convirtiéndose en una de las películas más taquilleras de 2019 y en la más exitosa comercialmente de la carrera de Ritchie.
En 2019 regresó a la comedia criminal con The Gentlemen, que fue bien recibida en general y un éxito comercial. Posteriormente volvió a colaborar con Jason Statham en las películas de acción Despierta la furia (2021) y Operation Fortune: Ruse de Guerre (2023). Su segunda película de 2023, The Covenant, recibió críticas generalmente positivas.

## Biografía
Es el hijo pequeño de los dos que tuvieron John Vivian Ritchie y Amber Parkinson. Además, tiene un medio hermano mayor, hijo que tuvo su madre cuando era adolescente. Dejó la Stanbridge Earls School a los 15 años, uno de los centros más importantes de Reino Unido especialistas en dislexia, dificultad en el aprendizaje que tiene Guy Ritchie desde siempre.

## Trayectoria

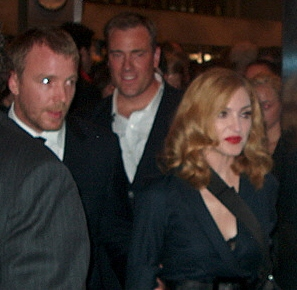
Guy Ritchie acompañando a su exesposa, la cantante Madonna el 11 de septiembre de 2005.

Guy Ritchie debutó en 1995 con el corto The Hard Case al que siguió su primer largometraje Lock, Stock and Two Smoking Barrels en 1998, que se convertiría en una película de culto y crearía una fiel legión de seguidores. La película fue aclamada por su ingenio y puso de manifiesto su particular estilo de dirigir, con repartos corales y varias tramas que acaban entrelazándose. Lock & Stock, por su parte, le dio la oportunidad de trabajar en la gran pantalla al actor Jason Statham y al exfutbolista Vinnie Jones, quien a partir de ahí comenzó una fructífera carrera artística.
Snatch, de 2000, fue sin duda otro gran éxito y quizás la película que hizo despegar la carrera de Guy Ritchie a nivel internacional. Gran parte de ello se debe a Columbia TriStar, la compañía que apoyó el proyecto económicamente y que le dio una distribución digna de cualquier película de Hollywood. Por este gran apoyo, la película tuvo un amplio elenco de artistas, entre los que destacan Brad Pitt, Benicio del Toro y Dennis Farina, además de sus actores fetiche, Jason Statham y Vinnie Jones.
Después de su matrimonio con Madonna, Ritchie comenzó a enfocarse en hacer filmes en torno a su famosa esposa, y la dirigió en un vídeo musical para la canción «What It Feels Like for a Girl», controvertido porque mostraba a Madonna en actos violentos como atropellar gente con el coche. También la dirigió en el cortometraje Star, para la popular serie de filmes The Hire de la BMW.
Su siguiente trabajo, en el que también incluyó a Madonna, fue un remake de una exitosa película de Lina Wertmüller de los años 1960. Swept Away fue un fracaso de crítica y público, lo que significó un borrón en la carrera de Ritchie.
Su siguiente film fue Revólver, que fue tan aclamado como vapuleado. Luego filmó RocknRolla, que ha vuelto a ser todo un éxito de crítica y público. Ha vuelto al estilo de sus películas con un reparto coral, conformado en esta ocasión por Gerard Butler, Tom Hardy, Jeremy Piven, Thandie Newton y Tom Wilkinson, entre otros, y con varias tramas que se van sucediendo hasta que convergen.
En diciembre de 2009 se estrenó, en los Estados Unidos, Sherlock Holmes, donde Robert Downey Jr. y Jude Law dan vida al personaje del título y al Dr. Watson, respectivamente. La película fue un gran éxito comercial y propició una secuela dos años después, titulada Sherlock Holmes: Juego de sombras. La revista Vanity Fair publicó la lista de las 40 más grandes celebridades de Hollywood con más ingreso a lo largo de 2010. Ritchie fue clasificado como el número 39, ganó un estimado de 13,5 millones de dólares por sus películas.
Durante la vigésima quinta (25.º) edición del Festival de Cine de Raindance se le honró con el Premio Auteur, describiéndolo como una «figura prominente» que insufló «nueva vida a la industria cinematográfica británica» con sus «comedias de crímenes de culto».

## Vida personal
En el año 2000, se casó con la estrella del pop Madonna, en Escocia. Tan solo nueve meses después nació su único hijo biológico, Rocco. En 2008, Madonna viajó a Malaui para adoptar al pequeño David. Unas semanas más tarde, después de traerse a David, los portavoces de Ritchie y Madonna anunciaron su separación tras ocho años de matrimonio, ya que «eran incapaces de estar bajo el mismo techo». La batalla legal comenzó, no solo por los patrimonios de ambos —Ritchie consiguió 50 millones de libras— sino por la custodia de sus dos hijos, Rocco y David. Meses más tarde, se dictó sentencia y ambos niños tendrán que vivir la mitad del año con su madre en Nueva York y la otra mitad con su padre en Londres.
En julio de 2015, tras varios años de relación y tres hijos en común, contrajo matrimonio con la modelo Jacqui Ainsley.
Ritchie es un especialista en artes marciales y cuenta con cinturón negro en varias de ellas. Comenzó entrenando karate Shotokan a la edad de siete años en el legendario Dojo Budokwai en Londres, el club de artes marciales japonesas más antiguo de Europa. En el Budokwai, consiguió el cinturón negro tanto en Shotokan como en judo. Ritchie también es especialista en jiu-jitsu brasileño y alcanzó el cinturón negro bajo la enseñanza de Renzo Gracie.

## Filmografía

### Largometrajes
| Año           | Título                                | Director | Guionista | Productor |
| ------------- | ------------------------------------- | -------- | --------- | --------- |
| 1998          | Lock, Stock and Two Smoking Barrels   | Sí       | Sí        | No        |
| 2000          | Snatch: Cerdos y diamantes            | Sí       | Sí        | No        |
| 2002          | Barridos por la marea                 | Sí       | Sí        | No        |
| 2005          | Revolver                              | Sí       | Sí        | No        |
| 2008          | RocknRolla                            | Sí       | Sí        | Sí        |
| 2009          | Sherlock Holmes                       | Sí       | No        | No        |
| 2011          | Sherlock Holmes: A Game of Shadows    | Sí       | No        | No        |
| 2015          | The Man from U.N.C.L.E.               | Sí       | Sí        | Sí        |
| 2017          | Rey Arturo: La leyenda de la espada   | Sí       | Sí        | Sí        |
| 2019          | Aladdín                               | Sí       | Sí        | No        |
| 2020          | The Gentlemen                         | Sí       | Sí        | Sí        |
| 2021          | Despierta la furia                    | Sí       | Sí        | Sí        |
| 2023          | Operation Fortune: Ruse de Guerre     | Sí       | Sí        | Sí        |
| 2023          | Guy Ritchie's The Covenant            | Sí       | Sí        | Sí        |
| 2024          | The Ministry of Ungentlemanly Warfare | Sí       | Sí        | Sí        |
| 2025          | Fountain of Youth                     | Sí       | No        | Sí        |
| Por confirmar | In the Grey                           | Sí       | Sí        | Sí        |
| Por confirmar | Wife & Dog                            | Sí       | Sí        | Sí        |

### Cortometrajes
| Año  | Título        | Director | Guionista | Notas          |
| ---- | ------------- | -------- | --------- | -------------- |
| 1995 | The Hard Case | Sí       | Sí        |                |
| 2001 | The Hire      | Sí       | Sí        | Segmento: Star |

### Televisión
| Año           | Título            | Director | Productor ejecutivo | Guionista | Notas                                           |
| ------------- | ----------------- | -------- | ------------------- | --------- | ----------------------------------------------- |
| 2000          | Lock, Stock...    | No       | Sí                  | Sí        | Dirigió 1 episodio: "...and Four Stolen Hooves" |
| 2024          | The Gentlemen     | Sí       | Sí                  | Sí        | Dirigió 2 episodios y escribió 2 episodios      |
| 2025          | MobLand           | Sí       | Sí                  | No        | Dirigió 2 episodios                             |
| 2025          | The Diamond Heist | No       | Sí                  | No        | Documental en tres partes                       |
| Por confirmar | Young Sherlock    | Sí       | Sí                  | No        |                                                 |